# Polygala riograndensis
Polygala riograndensis là một loài thực vật có hoa trong họ Polygalaceae. Loài này được R. Ludtke & Miotto mô tả khoa học đầu tiên năm 2007.